# Store alternativi
Gli store alternativi (anche noti come "third-party app stores" o "app marketplace alternativi") sono servizi di distribuzione digitale online non ufficiali, disponibili sui sistemi operativi più diffusi, mobile (Android ed iOS) e PC.
Questi store offrono applicazioni, giochi e altri software aggiuntivi, anche diversi dal materiale presente sugli store ufficiali come Google Play Store, App Store o Microsoft Store (software). Le app disponibili su questi store in alcuni casi possono essere state modificate o hackerate. Ovviamente non tutti gli store sono Multipiattaforma, e alcuni sono specifici del singolo sistema operativo.
Gli store alternativi sono diventati popolari per diverse ragioni, ad esempio forniscono accesso a contenuti non disponibili sugli store ufficiali, difatti consentono agli sviluppatori di pubblicare applicazioni che potrebbero essere state rifiutate dagli store ufficiali per motivi di contenuto, politica o sicurezza; inoltre sono flessibili, quindi gli sviluppatori e gli utenti possono caricare e distribuire delle app senza dover aderire a requisiti imposti dagli store ufficiali.
Tuttavia, a causa della loro natura, presentano alcuni problemi, come la sicurezza: gli store alternativi spesso hanno meno controllo e revisione delle app rispetto agli store ufficiali e quindi c'è un potenziale rischio di scaricare applicazioni malevole o non sicure; inoltre possono esserci potenziali violazioni dei diritti d'autore: gli store alternativi potrebbero ospitare applicazioni piratate, contenenti cheat o che violano il diritto d'autore.

## Contenuti

### Applicazioni modificate

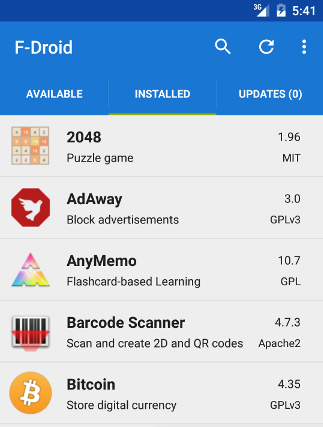
F-Droid, un market alternativo disponibile per Android.

Negli store alternativi sono disponibili le applicazioni presenti anche negli store ufficiali, con la differenza che a volte sono distribuite gratuitamente (anche se normalmente sono a pagamento), e possono contenere modifiche o cheat a vantaggio dell'utente. Sugli store principali, è l'utente a poter scegliere se installare l'applicazione modificata o meno. 
Ci possono anche essere applicazioni non disponibili negli store ufficiali perché non accettate a causa della violazione della linea di condotta. Tra le applicazioni non disponibili negli store ufficiali si trovano anche gli emulatori (cioè delle applicazioni che riescono a replicare in un sistema operativo le funzioni di un altro sistema operativo) e altre app simili.

### Giochi modificati o aventi cheat
Nei market alternativi, come per le applicazioni, anche i giochi possono essere ridistribuiti gratuitamente o essere stati modificati per attivare dei trucchi, come vite illimitate, soldi infiniti e così via.

### Altro
In alcuni store alternativi è anche possibile scaricare musica, film, eventi sportivi e serie TV non necessariamente presenti nello store ufficiale.

## Funzionamento

### Installazione
Gli store alternativi si presentano sotto forma di siti web o applicazioni e possono essere scaricati tramite internet sul dispositivo, oppure in casi rari, direttamente dallo store ufficiale.
Nelle versioni più recenti di Android, dopo la loro installazione, gli store alternativi possono installare un'applicazione solo se si concede il permesso di installazione da origini sconosciute, cioè si consente l'installazione di applicazioni da applicazioni diverse dallo store ufficiale.

### Virus e malware
Su alcuni store alternativi c'è la possibilità che circolino virus e app malware, in grado di compromettere il funzionamento corretto del dispositivo.

## Lista dei market alternativi

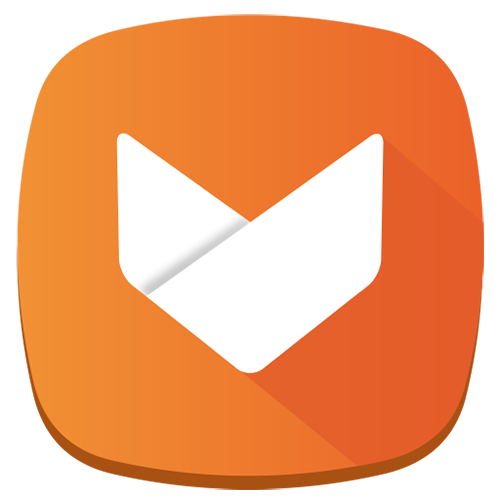
Il logo di Aptoide, uno store alternativo per Android.

Di seguito è riportata una tabella con gli store alternativi più utilizzati a seconda del sistema operativo. 
| Android          | iOS           | Windows                           | Mac              | Nokia     |
| ---------------- | ------------- | --------------------------------- | ---------------- | --------- |
| Aptoide          | Aptoide       | Dev                               | HackStore        | OpenRepos |
| F-droid          | AltStore      | App Deals                         | Steam            | Bazaar    |
| Uptodown         | Appdb         | AlternativeTo.net                 | MacUptade        |           |
| Amazon App Store | AppValley     | Bazaar                            | MacHeist         |           |
| ApkPure          | TweakBox      | Steam                             | MacSocial        |           |
| AkMarket         | Panda Helper  | MetroStore Scanner                | SetApp           |           |
| ApkUpdater       | Apps4iPhone   | BlueStacks (è anche un emulatore) | AltStore         |           |
| ApkMirror        | CokernutX     | AllMyApps                         | AppleAppStore    |           |
| HappyMod         | Ignition      | AppUp                             | Epic Games Store |           |
| Getjar           | Iosninja      | DDownloads                        |                  |           |
| SlideMe          | AppShopper    | Ninite                            |                  |           |
| AppBrain         | GetJar        | PortableApps                      |                  |           |
| Navigaweb Tech   | AppCake       | Milouz Market                     |                  |           |
| Android Market   | Tutuapp       | AltStore                          |                  |           |
| Black Market     | AppleAppStore | Epic Games Store                  |                  |           |

## Problematiche e limitazioni

### iOS
Dal 2020 molti store alternativi per iOS hanno smesso di funzionare per volontà di Apple. Nell'ultimo periodo, in seguito alla battaglia legale di Epic Games contro la casa produttrice, è possibile installare nuovamente store alternativi funzionanti.
Lo stesso risultato si potrebbe ottenere effettuando il jailbreak, una procedura che rimuove alcune limitazioni imposte dal sistema operativo iOS.

### Nokia
Anche nei Nokia è possibile installare store alternativi. Tuttavia, quelli disponibili sono in numero molto limitato, così come le applicazioni disponibili nello store ufficiale (Nokia Ovi). 